# イギリス国立公文書館
イギリス国立公文書館（イギリスこくりつこうぶんしょかん 英: The National Archives United Kingdom, TNA、ウェールズ語: Yr Archifau Cenedlaethol）は、イギリス政府の公文書類と1000年の歴史的価値のある資料を保存する独立機関である。イギリス政府の文書保管機関は、いくつかの機関に独立しておりイギリス政府のうち、スコットランドに関するものはスコットランド国立公文書館（NAS）、北アイルランドに関するものは、北アイルランド国立公文書館（PRONI）に保管している。
以前は、資料保管オフィス（PRO：パブリック・レコード・オフィス）、政府情報資料保管オフィス（OPSI：Office of Public Sector Information）、女王陛下の記録資料保管オフィス（HMSO：Her Majesty's Stationery Office）の3つの異なる組織であったが、イギリス国立公文書館として一つの機関になった。

## 場所
イギリス国公文書館は、イギリス、シティ・オブ・ロンドンのサウスウエスト地区のリッチモンド、キューのチャンセリーレーンに1977年に建てられたビルに入っている。第一次世界大戦当時は病院などの政府機関が多く存在した場所である。直近の駅はロンドン地下鉄のキューガーデン駅である。
また、ノリッジに事務所が増設され、資料の保管庫としてチェシャーのDeepstoreも利用されている。

## 歴史

### パブリック・レコード・オフィス
イギリス国公文書館の主要な機関のひとつであるパブリック・レコード・オフィス（PRO）は、1838年にイングランドおよびウェールズ政府の公的資料や裁判資料などを劣悪な環境から守ろうとの主旨で設立された。それまでロンドン塔やウェストミンスター寺院に保管されていた資料が1850年代までにPROに纏められた。
1838年に情報公開法ができて資料を閲覧する権利はあったにもかかわらず、1852年までは閲覧できる資料が限られ、また手数料もかかった。そのため、1851年にディケンズやマコーリー、カーライルなど83名の署名請願により、学術目的などで法的資料や歴史的資料を自由に手数料がかからずに閲覧できるようになった。1866年より一般人でも自由に資料を閲覧できる施設が出来た。
1958年には新たに1958年情報公開法が出来て、資料の収集標準手順が確立された。現在のキューには1977年に移設され、1997年にはイズリントンの家系図資料センターの書類も移された。

### ナショナル・アーカイブズ
2003年にパブリック・レコード・オフィスと歴史的価値のある資料保管委員会の保管していたもの、法務省など政府機関の保管していた資料をまとめて、イギリス国立公文書館（The National Archives）として統合された。
2006年10月31日には、政府情報資料保管オフィス（OPSI：Office of Public Sector Information）と、内閣府の一部であった女王陛下の記録資料保管オフィス（HMSO：Her Majesty's Stationery Office）もイギリス国立公文書館の元に統合された。

## 関連資料
本文の典拠ではないもの。出版年順。

### 日本語資料
旧仮名遣いと旧漢字を現代仮名遣いと新字に書き換えた。
；イギリス法
- 戒能 通厚（編）『現代イギリス法事典』東京：新世社、2003年。国立国会図書館書誌ID:000004034978、全国書誌番号:20377906。
- 田島 裕『イギリス法入門』第2版、東京：信山社出版、2009年。国立国会図書館書誌ID:000010620785、全国書誌番号:21730539。

外交
- 「英吉利国法令§第四 戦争ノ目的ニ関スル露国仮政府ノ通牒及英国ノ回答（英国外交文書）」『大正三-六年戦役各国海戦関係法令』第15輯・上、東京 : 海軍大臣官房、1918年（大正7年）、185頁-。コマ番号0105.jp2-、国立国会図書館書誌ID:000010711117、doi:10.11501/1352066、インターネット公開、図書館送信対象外。別題『大正三-五年戦役各国海戦関係法令』
- 原口 忠男「英国外交文書中の医師W・ウィリスの足跡 : 主にP.R.O.のF.O.46による」『日本医史学雑誌』第28巻第2号（通号1426）、日本医史学会、1982年4月。国立国会図書館書誌ID:11339417、国立国会図書館内限定公開（印刷不可）。William Willis
- 緒方 貞子「Butler、Dakin、Lambert（共編）英国外交文書--極東の危機」學鐙編集室（編）『學鐙』第62巻第12号、東京：丸善出版、1965年12月、74-75頁。コマ番号0039.jp2、国立国会図書館書誌ID:000000003691、doi:10.11501/3363858、国立国会図書館内公開。
- 森 靖夫「イギリスから見た日本の「国家総動員」準備 : 1918〜1937（瀬川晃教授古稀記念論集）」『同志社法学』同志社法學會、2018年2月、第69巻第7号、2621-2647頁、NAID 120006727749、doi:10.14988/pa.2019.0000000308、ISSN 0387-7612。

公務員
- 河島太朗（海外立法情報調査室）「イギリスの2010年憲法改革及び統治法（１） : 公務員」『外国の立法 : 立法情報・翻訳・解説』第250号、出版社国立国会図書館、日本、2011年12月、71-103頁、doi:10.11501/3382142、ISSN 1349-2071。 同法によりイギリス公務員制度の基本的事項を従来の勅令ではなく法律で定めるよう改めた（議会制定法の適用）。

歴史
- 宮澤 眞一「アーネスト・サトウの日本滞在自筆日記（1861-1884）の解読と活字化」埼玉女子短期大学、1999年-2001年、『文部省科学研究費補助金研究成果報告書』研究種目 基盤研究(C)  科研費課題番号：11610511、国立国会図書館書誌ID:000007083644。
- 奥 和義 「英国公文書館所蔵のリース=ロス文書について」『関西大学経済論集』第62巻第3号、関西大学経済学会（編）、2012年12月、259-277頁。
- 奥 和義「両大戦間期における日英の競争について : 英国公文書館所蔵文書CO852/23/5を中心に」『関西大学経済論集』第62巻第4号、関西大学経済学会（編）、2013年3月、347-361頁。
- 髙月 鈴世「下関英国領事館の開設契機に関する報告書とエピソード : 英国公文書館の資料を中心に」『山口県地方史研究』第113号、山口県地方史学会（編）、2015年6月、38-41頁。
- 大山 瑞代「保土ケ谷の英連邦戦死者墓地とその「戦後区」をめぐって : 英国公文書館文書から」『横浜開港資料館紀要』第35号、横浜開港資料館（編）2017年3月、83-69頁。
- 中村 宗悦「大東文化協会設立に関する英国外交文書」『大東文化大学史研究紀要』第1巻、大東文化大学百年史編纂委員会（編）、2017年、43-57頁。国立国会図書館書誌ID:030494581、ISSN 24331678。
- 梅屋 潔「イギリス公文書館の機密文書FCO31 : ウガンダ元大統領代行、故オボス=オフンビの遺品(2)」人間情報学研究編集委員会（編）『人間情報学研究』 第25巻、仙台 : 東北学院大学人間情報学研究所、2020年、11-46頁。国立国会図書館書誌ID:030357922、ISSN 1341-9811。

### 洋書
- Fenton, Ben (2005年7月2日). “Files on Himmler 'murder' exposed as fake [偽文書の例 ヒムラー〈処刑説〉”]. デイリーテレグラフ.  オリジナルの2013年1月14日時点におけるアーカイブ。
- 『Forged documents – investigation findings released [偽文書について – 調査結果を公表]』（プレスリリース）The National Archives、2008年5月3日。オリジナルの2012年4月10日時点におけるアーカイブ。